# 梅溪大桥
梅溪大桥是位于中华人民共和国重庆市奉节县的一座跨过梅溪河的拱桥。此桥于1990年开建，替代了此前位于此处的吊桥，完成于2000年。受三峡大坝蓄水造成的梅溪河的水位上升影响，目前梅溪大桥的桥下净空为140米。梅溪大桥288米的主跨，使其仍列入世界主跨最大的拱桥百名之内。此桥所在位置距离梅溪河汇入长江的河口不到两公里。